# 오케이 목장의 결투

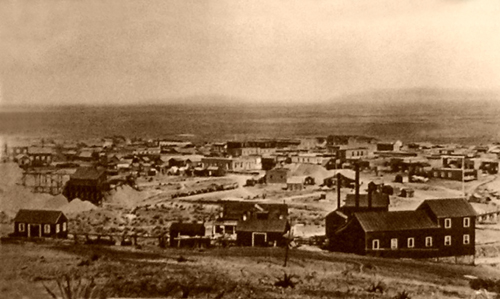
1891년의 툼스톤.

O.K. 목장의 결투(Gunfight at the O.K. Corral)는 1881년 10월 26일 수요일 오후 3시경 미국 애리조나 준주 툼스톤에서 30초 동안 벌어진 무법자 카우보이들과 법집행관들 사이의 총싸움이다. 서부 개척 시대를 통틀어 가장 유명한 총격전으로 꼽힌다.
이 결투는 카우보이 빌리 클레이본, 아이크 클랜턴, 빌리 클랜턴, 톰 맥로리, 프랭크 맥로리와 보안관 버질 어프, 모건 어프, 와이어트 어프(1848 ~ 1929), 임시 보안관 닥 할리데이 간의 오랜 불화의 결과이다. 이 결투로 빌리 클랜턴과 맥로리 형제가 사망하고, 버질 어프, 모건 어프, 닥 할리데이는 부상을 입었다. 빌리 클레이본, 아이크 클랜턴, 웨스 풀러는 결투에서 도망쳤다.